# Лайнас Роуч
Лайнас Вільям Роуч (англ. Linus William Roache, нар. 1 лютого 1964, Манчестер, Ланкашир, Англія) — англійський актор.

## Рання життя
Роуч народився в Манчестері в Ланкаширі у актора серіалу «Вулиця коронації» Вільяма Роуча (англ. William Roache) і актриси Анни Кроппер (англ. Anna Cropper). Роуч навчався в школі Бішоп Луффі (англ. Bishop Luffa School) в Чичестері, графство Сассекс і в незалежній школі Ріда (англ. Rydal School) в Колвін-Бей, Північний Уельс. Він вивчав акторську майстерність в Центральній школі ораторства і драми (англ. Central School of Speech and Drama).

## Особисте життя
У 2002 році одружився з акторкою Розаліндою Беннет (англ. Rosalind Bennett) в Малверні в графстві Вустершир.

## Фільмографія
| Рік       | Назва українською                   | Назва англійською                               | Роль                                      | Примітки                                                                                         |
| --------- | ----------------------------------- | ----------------------------------------------- | ----------------------------------------- | ------------------------------------------------------------------------------------------------ |
| 1973-1975 | Вулиця коронації                    | Coronation Street                               | Пітер Барлоу                              |                                                                                                  |
| 1976      | Лінія Онедіна                       | Onedin Line                                     | хлопчик                                   | Епізод: «Quarantine»                                                                             |
| 1985      | Не здаватися                        | No Surrender                                    | хлопчик                                   |                                                                                                  |
| 1986      | Лінк                                | Link                                            |                                           | У титрах відсутній                                                                               |
| 1990      | Омнібус                             | Omnibus                                         | Вінсент ван Гог                           | телесеріал                                                                                       |
| 1994      | Священик                            | Priest                                          | Батько Грег Пилкингтон                    |                                                                                                  |
| 1994      |                                     | Seaforth                                        | Боб Лонгем                                | телесеріал                                                                                       |
| 1994      |                                     | How High the Moon                               |                                           | мінісеріал                                                                                       |
| 1997      | Крила голубки                       | The Wings of the Dove                           | Мертон Деншер                             |                                                                                                  |
| 1998      | Снайпери                            | Shot Through the Heart                          | Владо                                     | телефільм                                                                                        |
| 1999      | Проект Венери                       | Venice Project                                  | Граф Джако / граф Джіакомо                |                                                                                                  |
| 1999      | Захід в Сіамі                       | Siam Sunset                                     | Перрі                                     |                                                                                                  |
| 2000      | Бест                                | Best                                            | Деніс Лоу                                 |                                                                                                  |
| 2000      | Обитель демонів                     | Pandaemonium                                    | Семюел Тейлор Кольрідж                    | Нагорода: Evening Standard British Film Award — Кращий актор                                     |
| 2002      | Р. Ф. К.                            | RFK                                             | Роберт Ф. Кеннеді                         | ТВ фільм Номінація: Премія «Золотий глобус» за найкращу чоловічу роль мінісеріалу або телефільму |
| 2002      | Війна Харта                         | Hart's War                                      | Капітан Пітер A. Росс                     |                                                                                                  |
| 2002      | Черчилль                            | Gathering Storm                                 | Рейф Вігрема                              | Нагорода: Премія Супутник — Кращий актор міні-серіалу або фільму на ТВ                           |
| 2003      | За межею                            | Beyond Borders                                  | Генрі Бофорд                              |                                                                                                  |
| 2003      | Політ наосліп                       | Blind Flight                                    | Джон МакКарті                             | Номінація: BAFTA Шотландія — Кращий актор в шотландському фільмі                                 |
| 2004      | Забуте                              | The Forgotten                                   | Містер шінірующімі, доброзичливий чоловік |                                                                                                  |
| 2004      | Хроніки Ріддіка                     | The Chronicles of Riddick                       | Чистильник                                |                                                                                                  |
| 2005      | Дванадцятирічні                     | 12 and Holding' '                               | Містер Каргес                             |                                                                                                  |
| 2005      | Бетмен: Початок                     | Batman Begins                                   | доктор Томас Уейн                         |                                                                                                  |
| 2006      | А через М                           | A Through M                                     | Голос на вечірці                          |                                                                                                  |
| 2006      | Викрадений                          | Kidnapped                                       | Енді Арчер                                | телесеріал                                                                                       |
| 2006      | Визнайте мене винним                | Find Me Guilty                                  | Шон Кірні                                 |                                                                                                  |
| 2006      | Тезка                               | The Namesake                                    | Містер Лоусон                             |                                                                                                  |
| 2007      |                                     | Broken Thread                                   | Рем                                       |                                                                                                  |
| 2008      | Перед дощем                         | Before the Rains                                | Генрі Мурс                                |                                                                                                  |
| 2008      | Йонкерс Джо                         | Yonkers Joe                                     | Тедді                                     |                                                                                                  |
| 2008-2010 | Закон і порядок                     | Law & Order                                     | Помічник командира ADA Майкл Каттер       | 63 епізоди                                                                                       |
| 2009      |                                     | Out Here in the Fields: The Field on Beach Lane | оповідач                                  |                                                                                                  |
| 2010      | Вулиця коронації                    | Coronation Street                               | Лоуренс Каннінгем                         |                                                                                                  |
| 2011-2012 | Закон і порядок: Спеціальний корпус | Law & Order: Special Victims Unit               | шеф бюро ADA Майкл Каттер                 | 4 епізоди                                                                                        |
| 2012      | Титанік                             | Titanic                                         | Хью, граф Ментон                          |                                                                                                  |
| 2012      | Суперкапіталіст                     | $ Upercapitalist                                | Марк Паттерсон                            |                                                                                                  |
| 2012      | Як стати леді                       | The Making of a Lady                            | Лорд Уолдерхёрст                          |                                                                                                  |
| 2013      | Невинність                          | Innocence                                       | Майлс Уорнер                              |                                                                                                  |
| 2014      | Повітряний маршал                   | Non-Stop                                        | Капітан Девід Макміллан                   |                                                                                                  |
| 2014-2017 | Вікінги                             | Vikings                                         | Егберт, король Уессекса                   | 26 епізодів                                                                                      |
| 2014      | Чорний список                       | The Blacklist                                   | «Сірий Кардинал»                          | телесеріал                                                                                       |
| 2017-2020 | Батьківщина                         | Homeland                                        | Девід Уеллінгтон                          | 13 епізодів                                                                                      |
| 2018      | Менді                               | Mandy                                           | Джеремайя Сенд                            |                                                                                                  |
| 2023      | Подорожні                           | Fellow Travelers                                | сенатор Веслі Сміт                        | мінісеріал                                                                                       |